# مسجد السنوسي (الطائف)
مسجد السنوسي ، أحد المساجد الأثرية في الطائف ويقع خلف البرج المتبقي من سور الطائف، ويسمى أيضًا مسجد الطرابلسي، ومسجد الريع، وقد قام بتجديد عمارته وتوسعته الجمال محمد الوقاد.

## وصف المسجد
قدم محمد حسين هيكل وصفًا للمسجد بعد أن قام بزيارته فيما نصه:«وقد ررنا على مقربة من مسجد ابن عباس فألفيناه –أي مسجد السنوسي- مغلقاً، غنظرت من ثقب في أعلى بابه فإذا هو على طراز مساجد مكة بسيط العمارة، غير فسيح، يتقدمه لدى الباب صحن مكشوف، ويقوم المحراب قبالة الباب، ويعتمد سقفه على عمد فوقها عقود تفصل بين الصحن والمسجد».
وبهذا الوصف الذي قدمه هيكل يكون مسجد السنوسي على غرار مساجد الطائف الصغيرة، التي يطلق عليها المساجد التذكارية.
ومما يميز مساجد الطائف الصغيرة أن أغلبها ينقسم إلى قسمين-أي: بلاطتين-، أما المحراب فيقع عادة على محور المدخل للباب الرئيس، إضافة إلى وجود صحن مكشوف في مؤخرة المسجد، ففي أوقات الصيف كان يصلى في هذا الصحن، وقد جُدد المسجد من قبل ذرية الشيخ السنوسي الذي يقع تحت إشرافهم، ويقع على قمة جبل بن منديل مشرف على السلامة شرق مبنى بلدية الطائف، ويطلق عليه اسم مسجد الطرابلسي لأن إمامه كان عند زيارة الدكتور محمد حسين هيكل للطائف هو الشيخ عبد المالك الطرابلسي وهو من معلمي مدرسة دار التوحيد بالطائف التي تأسست عام 1364هـ.

## وصلات خارجية
- مساجدُ الطائف القديمة تحفةٌ معماريةٌ.. وشاهدٌ حضاري